# Alí Primera
Alí Rafael Primera Rosell (31. oktober 1942 i Coro, Falcón – 16. februar 1985 i Caracas) var en venezuelansk musiker, komponist, digter og politisk aktivist. Han var en af de bedst kendte repræsentanter inden for Nueva canción ("ny sang") i Venezuela og han er kendt i Venezuela som El Cantor del Pueblo (Folkets Sanger). I 2005 erklærede den venezuelanske regering hans musik for kulturarv.